# 同移距离
同移距離：在目前定義的宇宙時間下，沿著路徑測量兩點之間的距離。
在宇宙学中，共动距离和普通距离是两种很相关的距离测量方式，用于定义两个天体之间的距离。
普通距离就是我们平常所使用的距离衡量方式，在宇宙时的某个特定时间用一系列的测量手段测量天体到地球之前的距离，由于宇宙膨胀，这个测量出来的距离会随着时间变化。而共动距离排除了宇宙膨胀的影响，给出了不随空间膨胀的距离结果。
共动距离和普通距离被定义成在当前时间相等，其他的所有时间普通距离随时间以宇宙標度因子变化，而共动距离一直保持不变。

## 共动坐标

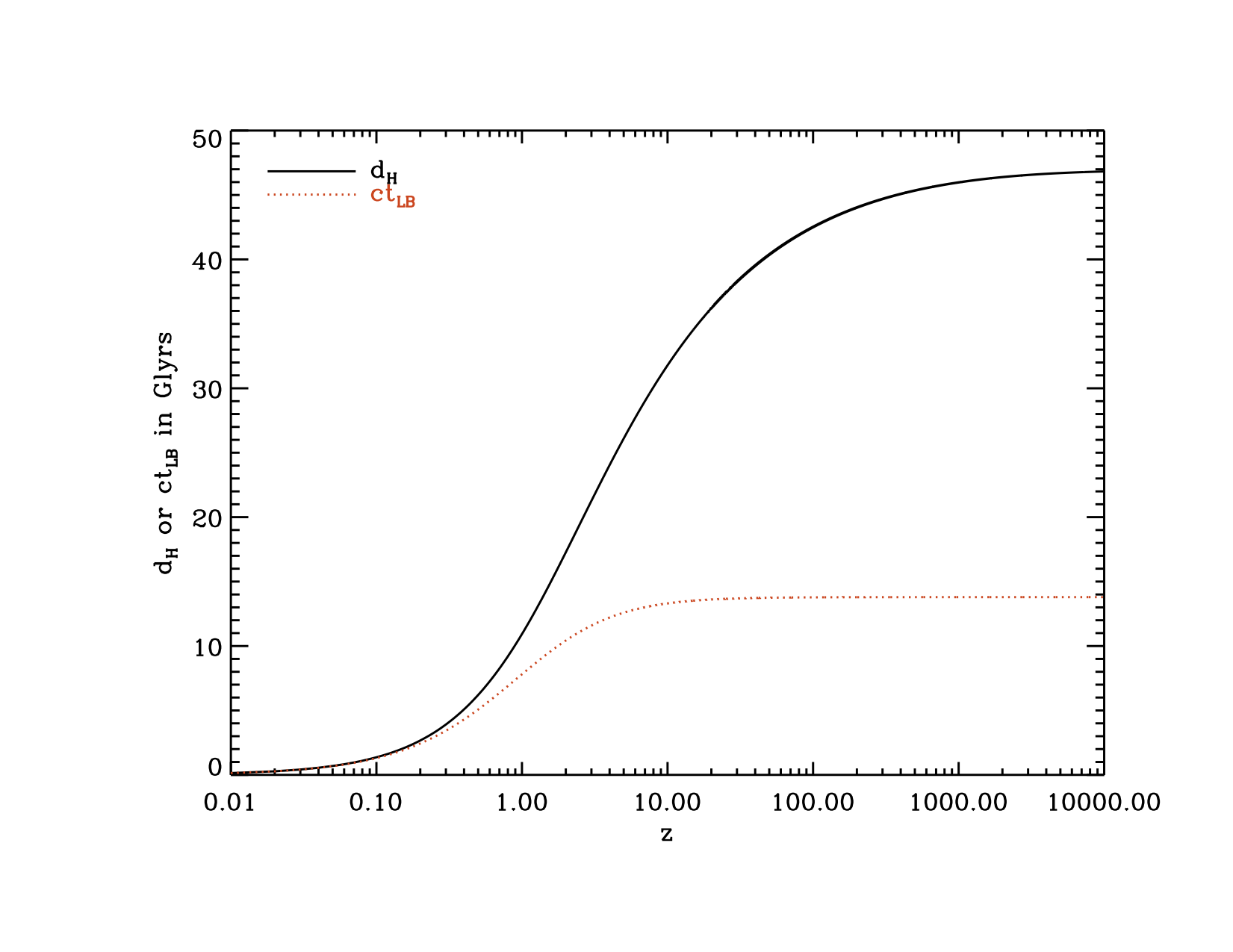
红移与共动距离之关系：纵轴为距离值（也可表示时间），单位为十亿光年；横轴为红移值。